# Carl Olof Cederlund
Carl Olof Jacob Mathias Cederlund, född 16 oktober 1938 i Stockholm, är en svensk marinarkeolog. 
Carl Olof Cederlund är son till Carl Jacob Cederlund och Astrid Margareta Lundén. Han blev filosofie kandidat i etnografi på Stockholms universitet 1961, licentiat i nordisk etnologi 1967 och disputerade 1984 i arkeologi vid Stockholms universitet på en avhandling om kravellbyggda fartygsvrak i Östersjön. Cederlund var anställd som arkeolog och amanuens vid utgrävningen av Regalskeppet Vasa 1961–1965 på Wasavarvet i Stockholm och var intendent på Sjöhistoriska museet/Vasamuseet i Stockholm 1965–1983. Han har varit ansvarig för utbildningen i marinarkeologi vid Stockholms universitet samt forskningsansvarig på Vasamuseet 1983–1987. Han var 1997–1999 lektor och från 1999 professor i marinarkeologi på Södertörns högskola.
Han har deltagit i bärgningarna och undersökningarna av bland andra Wasa, Concordia (Älvsnabbenvraket) och Jutholmsvraket.